# مله، آلمان
شهر مله، آلمان (به آلمانی: Melle, Germany) در ایالت نیدرزاکسن در کشور آلمان واقع شده‌است.